# Symploke
Die Symploke oder Complexio (griechisch συμπλοκή ‚Geflecht‘ und lateinisch complexio ‚Verflechtung‘), seltener Completio genannt (lateinisch completio ‚Vollendung‘), ist eine rhetorische Figur aus der Gruppe der Wortwiederholungen (Pallilogien) und Erweiterungsfiguren. Eine Symploke verbindet eine Anapher und eine Epipher: Jeweils am Anfang und am Ende paralleler Sätze oder Verse werden gleiche Wörter wiederholt, häufig in der klassischen Rhetorik auch beginnend mit demselben Fragepronomen, das die gleiche Antwort erhält.

## Beispiele
„Was ist der Toren höchstes Gut? Geld!
Was verlockt selbst die Weisen? Geld!“

„Alles geben die Götter, die unendlichen,
Ihren Lieblingen ganz,
Alle Freuden, die unendlichen,
Alle Schmerzen, die unendlichen, ganz.“